# Sussaba punctiventris
Sussaba punctiventris är en stekelart som först beskrevs av Thomson 1890.  Sussaba punctiventris ingår i släktet Sussaba och familjen brokparasitsteklar. Arten är reproducerande i Sverige. Inga underarter finns listade i Catalogue of Life.